# 메건 앰램
메건 앰램(영어: Megan Amram, 1987년 9월 3일~)은 미국의 코미디 작가, 프로듀서, 공연자이다. NBC 드라마 《굿 플레이스》에서 공동 각본과 프로듀서를 담당한 경력으로 잘 알려져 있다. 또한 앰램 본인이 에미상을 받기 위한 여정을 담은 코미디 웹 시리즈인 《언 에미 포 메건》을 제작하고 직접 출연도 했다.

## 어린 시절
앰램은 미국 오리건주 포틀랜드에서 출생해 성장했으며, 유대인이다. 캐틀린 게이블 학교와 하버드 대학교에 다녔고 2010년에 대학교를 졸업했다. 하버드 재학 시절, 룸메이트이자 함께 글을 썼던 친구 알렉산드라 페트리와 학생 연극 동아리였던 헤이스티 푸딩 시어트리컬스에서 공연할 코미디 드래그 쇼 각본 두 편을 작성했다. 앰램은 20년 동안 바이올린을 배웠으며, 자신이 작가로 참여했던 시트콤 《굿 플레이스》의 2018년 8월 방영된 에피소드에서 바이올린 연주자로 출연하기도 했다.

## 경력
앰램은 아마존 시리즈 《트랜스페어런트》, HBO의 《실리콘 밸리》, 《팍스 앤 레크리에이션》 시즌 5, 6, 7에서 작가로 작품에 참여했다. 이외에도 어덜트 스윔의 《아동병원》, 폭스의 《심슨 가족》, 코미디 센트럴의 《크롤 쇼》, 제83회와 제90회 아카데미상, 2012년 MTV 무비 어워드, 디즈니 채널에서도 작가로 일했으며, 퍼니 오어 다이와 《코미디 센트럴 로스트》에도 참여했다. 또한 《더 뉴요커》, 《맥 스위니스》, 벌처, 《바이스》, 더 올 등의 매체에 글을 기고했으며, 자신의 첫 번째 책 《Science... For Her!》는 2015년 11월 출판사 사이먼 & 슈스터에서 출간되었다.
앰램은 작가로서의 활동 외에도 종종 연기 분야에 도전하기도 했다. 2011년에는 《루폴스 드래그 유》에, 2019년 1월에는 The CW의 뮤지컬 코미디 시리즈 《크레이지 엑스 걸프렌드》의 에피소드 "I Need Some Balance"에 출연했다.
2018년에는 자신이 주연을 맡은 코미디 웹 시리즈 《언 에미 포 메건》의 제작, 연출, 각본을 담당했는데, 이 작품은 앰램 본인이 프라임타임 에미상 단편 코미디 및 드라마 시리즈 여우주연상 부문에 후보로 오르기 위한 최소한의 조건을 맞춰가며 상을 받기 위한 도전의 과정을 담고 있다. 《언 에미 포 메건》의 첫 번째 시즌은 에미상 최우수 단편 코미디 및 드라마 시리즈 부문과 단편 코미디 및 드라마 시리즈 여우주연상 부문에 후보로 올랐다. 2019년 5월에 공개된 두 번째 시즌은 에미상 단편 코미디 및 드라마 시리즈 여우주연상 부문과 단편 코미디 및 드라마 시리즈 남우주연상 부문(패튼 오즈월트)에 후보로 올랐다.

## 논란
2020년에 앰램이 과거에 올렸던 반유대주의와 동성애 혐오, 아시아계 미국인을 비하하는 농담이 담긴 트윗이 수면 위에 올라왔다. 한 트윗에서는 "이제는 '정신박약'이란 말을 쓰면 안 되니까, 대신 '아시아계 미국인'이라고 불러야 한대."라고 이야기했고, 다른 트윗에서는 "나한테 타임머신이 있다면 과거로 가서 히틀러와 모든 유대인들과 집시와 게이를 죽일 거야."라는 글을 적기도 했다. 앰램은 이후 "... 저는 진심으로 제 깊은 후회를 전하고자 합니다. 저는 깊이 부끄럽고 이루 말할 수 없이 죄송합니다."라는 내용의 글을 올리며 사과의 뜻을 밝혔다.

## 개인사
앰램은 현재 로스앤젤레스에 살고 있다. 2019년에는 미국 작가 조합(WGA)의 다른 작가들과 함께 미국 탤런트 에이전트 협회의 패키징 수수료 관행에 반대하며 에이전트와의 계약을 해지했다.

## 필모그래피

### 텔레비전
| 연도         | 제목                                  | 각본   | 프로듀서     | 배우   | 비고 |
| ------------ | ------------------------------------- | ------ | ------------ | ------ | --- |
| 2011         | 제83회 아카데미상                     | 예     | 아니요       | 아니요 | |
| 2011         | 《루폴스 드래그 유》                  | 아니요 | 아니요       | 예     | "Like a Virgin" 에피소드에 모키 세인트 제임스라는 이름의 참가자로 출연 (에피소드 우승자)                                                   |
| 2011~2012    | 《A.N.T. 영재 클럽》                  | 예     | 아니요       | 아니요 | 작가 (에피소드 1편) 스태프 작가 (에피소드 6편)                                                                                             |
| 2012         | 2012년 MTV 무비 어워드                | 예     | 아니요       | 아니요 | |
| 2012~2015    | 《팍스 앤 레크리에이션》              | 예     | 아니요       | 예     | 작가 (에피소드 5편) "The Cones of Dunshire" 에피소드에서 비브 역으로 출연                                                                  |
| 2013         | 《크롤 쇼》                           | 예     | 아니요       | 아니요 | 에피소드 8편 참여 |
| 2013         | 《Sketchy》                           | 예     | 아니요       | 아니요 | "Birth Control on the Bottom" 에피소드 참여                                                                                                |
| 2015~2016    | 《아동병원》                          | 예     | 아니요       | 아니요 | 에피소드 3편 참여 |
| 2015~2016    | 《디 어드벤처스 오브 오지 셜록 쿠시》 | 아니요 | 아니요       | 예     | "The Deadly Brothel" 에피소드에서 as 재클린 리퍼 역으로 출연 "The Mystery of the Royal Flasher" 에피소드에서 더 퀸 역으로 출연             |
| 2016         | 《실리콘 밸리》                       | 예     | 예           | 아니요 | 작가 ("The Empty Chair" 에피소드) 공동 프로듀서 (에피소드 10편)                                                                            |
| 2016–2020    | 《굿 플레이스》                       | 예     | 예           | 예     | 프로듀서 (에피소드 13편) 수퍼바이징 프로듀서 (에피소드 12편) 작가 (에피소드 7편) "Jeremy Bearimy" 에피소드에서 바이올린 연주자 역으로 출연 |
| 2018         | 제90회 아카데미상                     | 예     | 아니요       | 아니요 | |
| 2018–present | 《언 에미 포 메건》                   | 예     | 이그제큐티브 | 예     | 제작자 연출 (에피소드 12편) |
| 2018-2022    | 《심슨 가족》                         | 예     | 컨설팅       | 아니요 | 작가 ("Bart vs. Itchy & Scratchy", "Crystal Blue-Haired Persuasion", "Marge the Meanie" 에피소드) 컨설팅 프로듀서 (에피소드 17편)          |
| 2019         | 《크레이지 엑스 걸프렌드》            | 아니요 | 아니요       | 예     | "I Need Some Balance" 에피소드에서 노스탤지어 캣 역으로 출연                                                                               |

## 수상 및 후보
| 연도 | 시상식            | 부문                                      | 작품                     | 결과 | 출처   |
| ---- | ----------------- | ----------------------------------------- | ------------------------ | ---- | ------ |
| 2013 | 미국 작가 조합상  | 코미디 시리즈                             | 《팍스 앤 레크리에이션》 | 후보 |        |
| 2014 | 미국 작가 조합상  | 코미디 시리즈                             | 《팍스 앤 레크리에이션》 | 후보 |        |
| 2016 | 미국 작가 조합상  | 코미디 시리즈                             | 《실리콘 밸리》          | 후보 |        |
| 2018 | 미국 작가 조합상  | 코미디 시리즈                             | 《굿 플레이스》          | 후보 |        |
| 2018 | 프라임타임 에미상 | 최우수 단편 코미디 및 드라마 시리즈       | 《언 에미 포 메건》      | 후보 | [ 12 ] |
| 2018 | 프라임타임 에미상 | 단편 코미디 및 드라마 시리즈 여우주연상   | 《언 에미 포 메건》      | 후보 | [ 13 ] |
| 2019 | 골든 글로브상     | 최우수 텔레비전 시리즈 – 뮤지컬 및 코미디 | 《굿 플레이스》          | 후보 |        |
| 2019 | 휴고상            | 최우수 드라마틱 프레젠테이션              | 《굿 플레이스》          | 후보 |        |
| 2019 | 골드 더비 어워드  | 최우수 코미디 시리즈                      | 《굿 플레이스》          | 후보 |        |
| 2019 | 프라임타임 에미상 | 최우수 단편 코미디 및 드라마 시리즈       | 《언 에미 포 메건》      | 후보 | [ 14 ] |
| 2019 | 프라임타임 에미상 | 최우수 코미디 시리즈                      | 《굿 플레이스》          | 후보 | [ 15 ] |
| 2020 | 프라임타임 에미상 | 최우수 코미디 시리즈                      | 《굿 플레이스》          | 후보 | [ 16 ] |